# Gravenoirefelsen
Der Gravenoirefelsen (französisch Rocher de Gravenoire) ist ein kleiner Klippenfelsen an der Küste des ostantarktischen Adélielands. Er ragt 1,5 km südöstlich des Rock X aus dem Meereis an der Ostseite der Victor Bay auf.
Luftaufnahmen vom Felsen entstanden durch die United States Navy bei der Operation Highjump (1946–1947). Kartiert wurde er durch Teilnehmer der von 1952 bis 1953 dauernden französischen Antarktisexpedition, die ihn aufgrund der äußeren Ähnlichkeit nach dem Puy de Gravenoire benannten, einem Hügel in der Chaîne des Puys nahe Clermont-Ferrand.